# مارجوري ماونتين
مارجوري ماونتين (بالإنجليزية: Marjorie Mountain)‏ هي لاعبة كرة مضرب أسترالية. هي إحدى بطلات الجراند سلام. وصلت إلى نهائي البطولة الأسترالية للزوجي في سنة 1922 مع شريكتها إسنا بويد وفازتا به.